# Niccolò Placido II Branciforte
Nicolò Placido Branciforti del Carretto, Principe di Butera, Principe di Leonforte (1651 – Palermo, 15 marzo 1723), è stato un nobile e politico italiano.

## Biografia
Nacque nel 1651 da Francesco, II duca di Santa Lucia, e dalla di lui seconda moglie, la nobildonna Caterina del Carretto Branciforti dei conti di Racalmuto. Succedette al padre nel titolo di Duca di Santa Lucia, di cui prese investitura il 17 febbraio 1685. Lo zio paterno Giuseppe Branciforti, al quale morirono in tenera età gli unici due figli (Melchiorre e Baldassarre), nel 1698 gli lasciò in eredità il Principato di Leonforte, il Principato di Pietraperzia e la Contea di Raccuja, di cui si investì il 18 novembre 1698.
Alla morte della principessa Giulia Carafa Branciforte, avvenuta nel 1703 senza lasciare eredi, il Branciforte ereditò, per testamento fatto redigere dalla medesima quando era ancora in vita, tutti i suoi beni feudali, tra cui il Principato di Butera, il Marchesato di Barrafranca, il Marchesato di Licodia, il Marchesato di Militello, la Contea di Mazzarino, e altri. A seguito di ciò, ebbe luogo una lite giudiziale tra il Principe di Leonforte e i Carafa, che si concluse in favore del primo, per effetto della sentenza emessa dal Tribunale della Gran Corte il 21 febbraio 1705. Branciforte ottenne così investitura reale dei feudi ereditati dalla Carafa l'11 marzo 1705.
Il Principe di Butera fu deputato del Regno di Sicilia nel 1698, 1702, 1707, 1714 e 1720.
Morì a Palermo il 15 marzo 1723.

### Matrimoni e discendenza
Il principe Niccolò Placido Branciforte del Carretto sposò la nobildonna Stefania Ventimiglia Pignatelli, figlia di Francesco Rodrigo, V principe di Castelbuono e XII marchese di Geraci, da cui ebbe sette figli, tra cui un solo maschio, Ignazio, morto in tenera età. Nei titoli e nei feudi gli succedette la figlia maggiore Beatrice, che sposò Ercole Branciforti Naselli.